# هربرت نيومان
هربرت نيومان (بالألمانية: Herbert Neumann)‏ (14 نوفمبر 1953 بكولونيا في ألمانيا - ) هو مدرب كرة قدم ولاعب كرة قدم ألماني في مركز الوسط. شارك مع منتخب ألمانيا لكرة القدم. أما مع النوادي، فقد لعب مع نادي أودينيزي ونادي أولمبياكوس ونادي بولونيا ونادي كولن ونادي كياسو.

## وصلات خارجية
- هربرت نيومان على موقع اتحاد تركيا (مدرب) (الإنجليزية)
- هربرت نيومان على موقع قاعدة بيانات كرة القدم.إي يو (الإنجليزية)
- هربرت نيومان على موقع بيانات كرة القدم. دي إي (الألمانية)
- هربرت نيومان على موقع ناشيونال فوتبول تيمز (الإنجليزية)
- هربرت نيومان على موقع عالم كرة القدم.نت (الإنجليزية)